# Козлов, Максим Евгеньевич
Макси́м Евге́ньевич Козло́в (род. 25 июля 1963, Москва) — российский религиозный деятель, богослов, педагог и религиозный публицист. Священник Русской православной церкви, митрофорный протоиерей; кандидат богословия, профессор Московской духовной академии (2006). Председатель учебного комитета РПЦ (c 2018 года). Исполняющий обязанности ректора Сретенской духовной семинарии/академии (с 25 августа 2020 года по 17 июня 2021 года). Ректор Общецерковной аспирантуры и докторантуры им. святых равноапостольных Кирилла и Мефодия (с 7 июня 2022 года).
Настоятель храма святых мучеников Михаила и Феодора Черниговских г. Москвы.
Бывший настоятель храмов преподобного Серафима Саровского на Краснопресненской набережной в «Экспоцентре» (2012—2022) и святой мученицы Татианы при МГУ (1994—2012).
За годы преподавания опубликовал более 100 статей и переводов (патрология, библеистика, церковная история, публицистика) в церковной и светской прессе, из них одна научная статья в журнале списка ВАК. Член редакционной коллегии научно-богословского альманаха «Богословские труды». Регулярно выступает в СМИ и Интернете по актуальным вопросам современной общественной и церковной жизни.

## Биография
Окончил филологический факультет МГУ, где специализировался по кафедре классической филологии (древнегреческий и латинский языки). Во время обучения на старших курсах университета внештатно сотрудничал с издательским отделом Московской патриархии, где занимался реферированием греческой церковной прессы и переводами с греческого языка, работал с рукописями под руководством архимандрита Иннокентия (Просвирнина).
В 1985 году поступил в Московскую духовную семинарию (МДАиС) и сразу же был зачислен в состав профессорско-преподавательской корпорации преподавателем новых и древних языков (преподавал немецкий, а затем древнегреческий и латинский языки). В 1988 году окончил экстерном полный курс семинарии, в 1990 году — академию со степенью кандидата богословия с диссертацией на тему «Проповеди святого Иоанна Дамаскина на Богородичные праздники».
С 1989 года читал в академии лекции по курсу истории западных исповеданий (раздел — католичество), с 1991 года ведёт курс сравнительного богословия в семинарии. С 1997 года преподаёт также вновь введённый в академии курс основ риторики.
С января 1991 года — председатель филологической комиссии МДАиС. В декабре 1991 года присвоено ученое звание доцента, в 2006 году — звание профессора. Входил в рабочую группу по разработке новой концепции духовного образования. Неоднократно принимал участие в различных научно-богословских конференциях и собеседованиях. С 1996 года — член Синодальной богословской комиссии, с 2001 года — член редакционной коллегии сборника «Богословские труды». С марта 2002 года является заместителем председателя учебного комитета Русской православной церкви, главным инспектором учебного комитета. 15 марта 2012 года был назначен первым заместителем председателя учебного комитета Русской православной церкви.
Резонанс в СМИ вызвала проведённая под его руководством проверка сообщений о распространении гомосексуальных отношений в Казанской духовной семинарии.
В феврале 2002 года стал членом совета Всероссийского православного молодёжного движения, отвечающим за работу со студенческой молодёжью.
В различные годы читал курсы также в Православном Свято-Тихоновском богословском институте, училище сестёр милосердия при 1-й Градской больнице.
Женат, отец четырех дочерей.

## Церковное служение

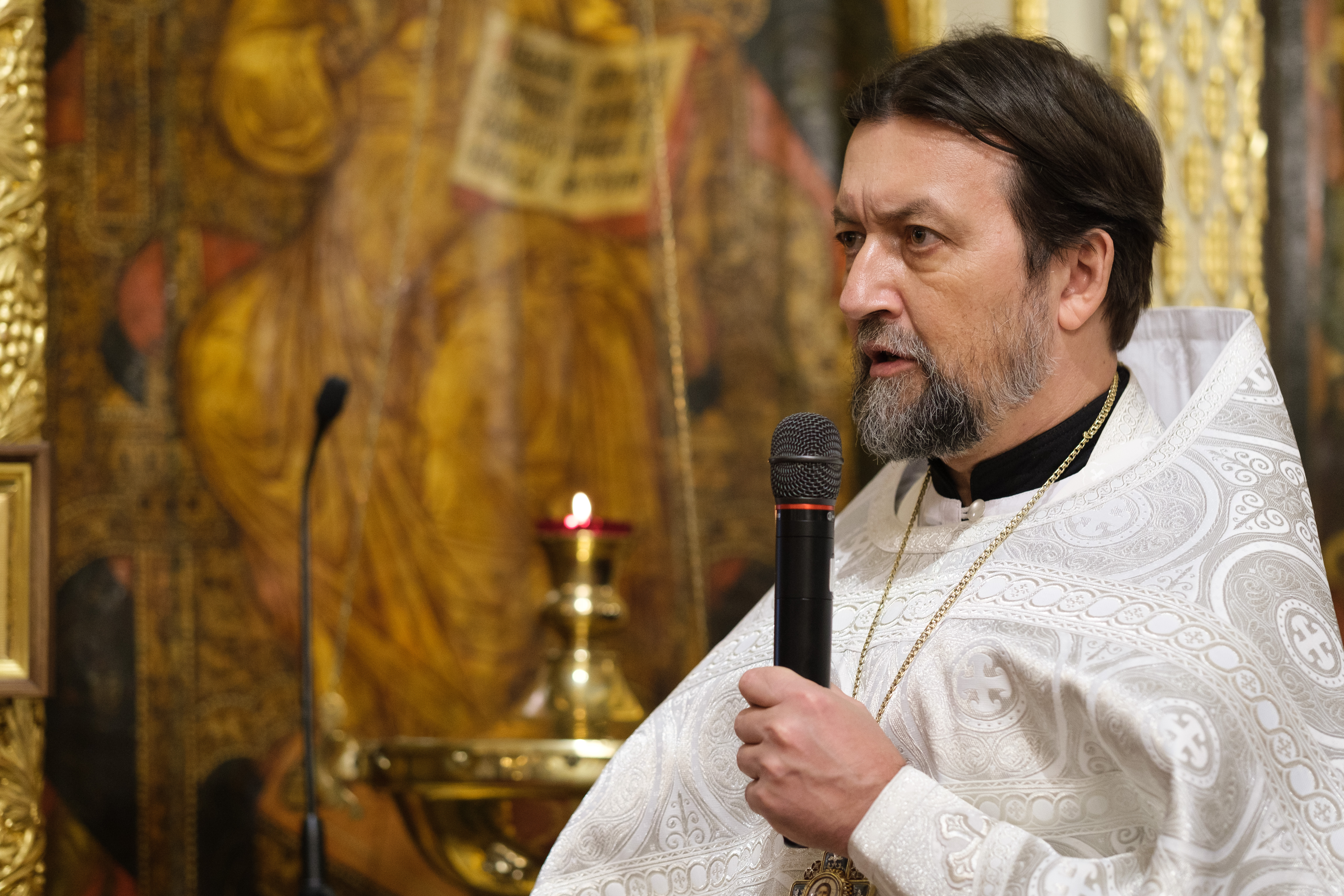
Протоиерей Максим Козлов в Покровском храме МДА. 21 ноября 2020 года

25 февраля 1992 года был рукоположён в сан диакона ректором Московских духовных школ архиепископом Дмитровским Александром (Тимофеевым). 21 июля 1992 года патриархом Московским и всея Руси Алексием II рукоположён в сан священника и назначен штатным священником храма Живоначальной Троицы в Троицком-Голенищеве.
4 января 1994 года указом патриарха Алексия II назначен и. о. настоятеля, а затем и настоятелем храма Святой мученицы Татианы при МГУ
До января 1995 года, пока шёл процесс подготовки необходимых документов, регистрации прихода, освобождения храма от прежних арендаторов, проходил приходское служение в Казанском соборе на Красной площади. Возглавлял университетское движение за возвращение Русской православной церкви Татианинского храма.
В январе — апреле 1996 года по благословению патриарха Алексия находился в командировке в США, где прочитал курс «Богословие и история Русской православной церкви в XX столетии» в семинарии епископальной церкви в Нью-Йорке.
В феврале — марте 1999 года проходил научно-богословскую стажировку в институте восточнохристианских исследований в университете города Неймегена (Нидерланды).
К Пасхе 2000 года по благословению патриарха Алексия был возведён в сан протоиерея епископом Верейским Евгением (Решетниковым), ректором МДАиС.
В сентябре 2012 года назначен настоятелем храма Преподобного Серафима Саровского на Краснопресненской набережной.
13 апреля 2014 года в кафедральном соборном храме Христа Спасителя патриархом Кириллом награждён правом ношения митры.
14 июля 2018 года решением Священного синода Русской православной церкви назначен председателем учебного комитета при Священном синоде.
25 августа 2020 года решением Священного синода назначен исполняющим обязанности ректора Сретенской духовной семинарии в дополнение к несомым послушаниям.
С 8 декабря 2020 года является членом комиссии Межсоборного присутствия по богословию и богословскому образованию.
17 июня 2021 года решением Священного синода освобождён от исполнения обязанностей ректора Сретенской духовной академии.
7 июня 2022 года решением Священного синода назначен вместо митрополита Илариона (Алфеева) ректором Общецерковной аспирантуры и докторантуры им. святых равноапостольных Кирилла и Мефодия.
15 июня 2022 года указом Патриарха Московского и Всея Руси Кирилла освобожден от должности настоятеля храма преподобного Серафима Саровского при Выставочном центре ЗАО «Экспоцентр» г. Москвы и назначен на должность настоятеля настоятелем храма святых мучеников Михаила и Феодора Черниговских г. Москвы.
25 августа 2022 года назначен исполняющим обязанности ректора Николо-Угрешской духовной семинарии с поручением «представить кандидатуру на должность ректора Николо-Угрешской семинарии к следующему заседанию Священного Синода». 13 октября того же года освобождён от должности ректора Николо-Угрешской духовной семинарии. Назначен председателем Межведомственной координационной группы по преподаванию теологии в вузах.

## Награды
Награждён правом ношения набедренника, камилавки, наперсного креста с украшениями и палицы. В 2000 году возведён в сан протоиерея. В 2014 году награждён правом ношения митры.
Ордена и медали:
- медаль Преподобного Сергия Радонежского II степени (1986);
- медаль ордена «За заслуги перед Отечеством» II степени (11 августа 2000 года) — за большой вклад в укрепление гражданского мира и возрождение духовно-нравственных традиций[20];
- орден Святителя Макария, митрополита Московского, III степени (2002);
- премия «Обретённое поколение» (2002)[21];
- орден Святого благоверного князя Даниила Московского III степени (2003);
- медаль Преподобного Сергия Радонежского I степени (2008);
- орден Святого преподобного Серафима Саровского III степени[22] (2013);
- орден Святителя Иннокентия, митрополита Московского и Коломенского III степени (2017);
- медаль Преподобного Епифания Премудрого I степени (2018; Издательский совет Московского патриархата)[23];
- почетное звание почетного доктора Московской духовной академии;
- почетное звание "Почетный работник сферы образования" (2023 г.);
- медаль ордена «За заслуги перед Отечеством» I степени (16 апреля 2025 года) — за заслуги в обеспечении деятельности Совета по взаимодействию с религиозными объединениями при Президенте Российской Федерации[24].

## Публикации
- Празднование 300-летия Московской Духовной Академии // Журнал Московской Патриархии. 1986. — № 4. — С. 11-33 (в соавторстве с профессором К. М. Комаровым, диаконом Владиславом Цыпиным, В. Беловым)
- Начало учебного года в Московских Духовных школах // Журнал Московской Патриархии. 1986. — № 11. — С. 24.
- Блаженный Августин, епископ Иппонский // Журнал Московской Патриархии. 1987. — № 7. — С. 41-42.
- Преподобный Иоанн Дамаскин // Журнал Московской Патриархии. 1987. — № 8. — С. 49.
- Начало учебного года в Московских Духовных школах // Журнал Московской Патриархии. 1988. — № 12. — С. 26-27.
- Окончание учебного года // Журнал Московской Патриархии. 1989. — № 10. — С. 25-28
- Из истории акафиста. Часть 1. Византийские и русские досинодальные акафисты // Журнал Московской Патриархии. 1992. — № 3. — C. 43-49
- Из истории акафиста. Часть 2. Русский акафист в синодальный период истории Церкви // Журнал Московской Патриархии. 1992. — № 4. — С. 37-43
- Взаимоотношения Церкви и государства (к истории вопроса) // Журнал Московской Патриархии. 1992. — № 9. — С. 34-35
- Святитель Московский Филарет (Дроздов) (очерк жизни и деятельности) // Журнал Московской Патриархии. 1992. — № 11/12. — С. 29-36
- предисловие // Творения Филарета, митрополита Московского и Коломенского. — М. : Отчий дом, 1994. — 478 с. — ISBN 5-86809-087-X. — С. 3-32
- предисловие // Кураев А. В., диак Все ли равно как верить?: сборник статей по сравнительному богословию. — М. : издательство Братства Святителя Тихона, 1994. — 176 с. — ISBN 5-86407-004-1
- «Глаголы любви» в Новом Завете. Лингвистический анализ // Альфа и Омега. 1995. — № 2 (5). — С. 21-36; № 3 (6). — С. 23-38.
- Учение А. С. Хомякова о Церкви // Ежегодная богословская конференция Православного Свято-Тихоновского богословского института. 1992—1996. 1996. — C. 79-84.
- Акафист в истории православной гимнографии // Журнал Московской Патриархии. 2000. — № 6. — С. 83-88
- История духовного образования в Русской православной церкви // Православная энциклопедия. — М., 2000. — Т. Специальный том. — 656 с. — 40 000 экз. — ISBN 5-89572-005-6.
- Церковь и семья сегодня // Альфа и Омега. 2001. — № 3 (29). — С. 152—159
- [Выступление] // Съезд Православной молодежи 13 — 16 мая 2001 года в Москве / ред. архим. Геннадий (Гоголев). — М. : Отдел по делам молодежи Московского Патриархата, 2001. — 152 с. — С. 106—109
- Центр жизни любого прихода — богослужение // Всероссийское православное молодежное движение: миссия к молодежи: сборник материалов. — М. : [б. и.], 2002. — 64 с. — С. 36—38
- Реформа духовных школ диктуется новыми условиями жизни // Альфа и Омега. 2003. — № 1 (35). — С. 268—278
- Post Vaticanum II // Хрестоматия по сравнительному богословию: учебное пособие для III курса Духовной семинарии. — М. : Издательство подворья Свято-Троицкой Сергиевой Лавры, 2005. — 847 с. — С. 318—324
- Римско-католическое учение о спасении // Хрестоматия по сравнительному богословию: учебное пособие для III курса Духовной семинарии. — М. : Издательство подворья Свято-Троицкой Сергиевой Лавры, 2005. — 847 с. — С. 532—547 (в соавторстве с Д. П. Огицким)
- Особенности римско-католического учения о Таинствах // Хрестоматия по сравнительному богословию: учебное пособие для III курса Духовной семинарии. — М. : Издательство подворья Свято-Троицкой Сергиевой Лавры, 2005. — 847 с. — С. 695—709 (в соавторстве с Д. П. Огицким)
- Преподавание церковно-богословских дисциплин в МГУ до 1917 года // Материалы конференции «МГУ и МДА: 250 лет совместного служения России». Сергиев Посад — Москва, 6 — 7 декабря 2004 года. — М. : Современные тетради, 2006. — 159 с. — С. 96—100
- О ярости, о гордости, о папе // Альфа и Омега. 2006. — № 3 (47). — С. 209—214
- Быть православным в России сегодня — время выходить из подполья // Путь апостольского служения святителя Иннокентия (Вениаминова): материалы научно-практической конференции, Хабаровск, 30 мая — 1 июня 2007 г. / ред. игум. Петр (Еремеев). — Хабаровск : Хабаровская духовная семинария, 2007. — С. 87—111
- Присутствие Русской Православной Церкви в вузах России: история, настоящее состояние, перспективы на будущее // Наука, образование, культура: духовные перспективы и социальная ответственность. Материалы научно-практической конференции. — Издательский отдел Воронежской Православной Духовной Семинарии, 2008 — C. 83-92
  - Присутствие Русской Православной Церкви в вузах России : история, настоящее состояние, перспективы на будущее // Труды преподавателей и выпускников Воронежской православной духовной семинарии. Вып. 4-5 / ред. игум. Иннокентий (Никифоров). — М. : [б. и.], 2011. — С. 269—297.
- Святитель Филарет и московские духовные школы // Духовное образование в Сибири: история и современность: материалы конференции / Историко-богословская конференция Томской духовной семинарии. — Томск : [б. и.], 2010. — 508 с. — ISBN 978-5-902514-40-4 — С. 67-89.
- Одиночество в храме? (+ Видео) // pravmir.ru, 15 ноября 2011
- Протоиерей Максим Козлов. Детская исповедь: не навреди! // pravmir.ru, 11 марта 2012
- Святой митрополит Московский Филарет о государстве, обществе, культуре // Богословский вестник. — Сергиев Посад : Московская духовная академия и семинария. — 2017. — № 28 — С. 293—321

- Исихий, пресвитер Иерусалимский, преподобный. Слово на Святую Пасху / перевод: Козлов М., преподаватель МДС // Журнал Московской Патриархии. М., 1989. — № 4. — С. 35
- Иоанн Дамаскин, преподобный. Похвальное слово на Успение Всепетой, Преславной и Преблагословенной Владычицы нашей Богородицы и Приснодевы Марии / перевод и комментарии: Козлов М. // Журнал Московской Патриархии. М., 1991. — № 8. — С. 63-71
- Иоанн Дамаскин, преподобный. Слово на Рождество Пресвятой Богородицы / примечания и комментарии: Козлов М., преподаватель МДАиС // Журнал Московской Патриархии. М., 1991. — № 9. — С. 63-71.
- Шмеман Александр, протопресвитер. Символ Царствия / перевод: Козлов М. // Журнал Московской Патриархии. М., 1991. — № 10. — С. 71-75.
- Лев Великий, святитель. На начало святой Четыредесятницы / перевод: Козлов М. // Журнал Московской Патриархии. М., 1992. — № 3. — С. 2-3.
- Иоанн Дамаскин, преподобный. Похвальное слово на всечестное Успение Пресвятой Богородицы / перевод и примечания: Козлов Максим, священник // Журнал Московской Патриархии. М., 1992. — № 8. — С. 52-64
- Иоанн Дамаскин, прп. Из «Малых трактатов» / пер.: Козлов М. Е., свящ. // Альфа и Омега. М., 1995. — № 4 (7). — С. 61-64.
- Августин Блаженный, епископ Иппонский, Козлов М. Е., свящ. (пер., коммент.). Проповеди // Альфа и Омега. М., 1996. — № 1 (8). — С. 65-77
- Исихий блж., пресв. Иерусалимский. Второе слово на Святую Пасху / пер.: Козлов М. Е., прот. // Альфа и Омега. М., 1997. — № 1 (12). — С. 74-75.
- Творения преподобного Иоанна Дамаскина: Христологические и полемические трактаты. Слова на богородичные праздники / прп. Иоанн Дамаскин, Д. Е. Афиногенов; авт. примеч., пер. прот. М. Козлов. — М. : Мартис, 1997. — 350 с.
- Фотий, Патриарх Константинопольский, свт. Слово на Рождество Пресвятой Богородицы / пер.: Козлов М. Е., свящ. // Альфа и Омега. М., 1998. — № 3 (17). — С. 47-55.
- Иоанн Дамаскин, прп. Слово на Преображение Господа и Спасителя нашего Иисуса Христа / пер.: Козлов М. Е., свящ. // Альфа и Омега. М., 1999. — № 4 (22). — С. 61-76.
- Николай Кавасила, св. Слово на преславное Рождество Пресвятой Владычицы нашей Богородицы / пер.: Козлов М. Е., прот. // Альфа и Омега. М., 2000. — № 3 (25). — С. 71-88.
- Церковь и общество // Православное богословие на пороге третьего тысячелетия : материалы / Богословская конференция Русской Православной Церкви. Москва, 7 — 9 февраля 2000 г. — М. : Синодальная Богословская комиссия, 2005. — 462 с. — С. 397—408.
- Иоанн Дамаскин Из «малых трактатов». о драконах. О привидениях /пер. с греч. М. Козлов (прот.). // Патристика: Труды отцов церкви и патрологические исследования. — Нижний Новгород : Христианская библиотека, 2007. — 436 с. — С .102-105
- Иоанн Дамаскин Слово на Преображение Господа и Спасителя нашего Иисуса Христа / пер. с греч. М. Козлов (прот.). // Патристика: Труды отцов церкви и патрологические исследования. — Нижний Новгород : Христианская библиотека, 2007. — 436 с. — С. 106—122
- Николай Кавасила Три слова (Слово на преславное Рождество Пресвятой Владычицы нашей Богородицы. Слово на Благовещение Пресвятой Владычицы нашей Богородицы и Приснодевы Марии. Слово на достопоклоняемое и преславное Успение Пресвятой и Пречистой Владычицы нашей Богородицы / пер. с греч. М. Козлов // Патристика: Труды отцов церкви и патрологические исследования. — Нижний Новгород : Христианская библиотека, 2007. — 436 с. — С. 213—257
- Юстиниан Великий — император и святой / А. Геростергиос; пер. с англ. прот. Максима Козлова. — М. : Издательство Сретенского монастыря, 2010. — 448 с. : ил. — (Византийская библиотека). — ISBN 978-5-7533-0398-1

- Православие и западное христианство : Учебное пособие для духовных семинарий и духовных училищ. — М. : Моск. духов. акад. : Отчий дом, 1995. — 175 с. (в соавторстве с Д. П. Огицким)
  - Православие и западное христианство: учебное пособие для духовных семинарий и духовных училищ. — 2-е изд., испр. и доп. — М. : Московская Духовная Академия : Изд-во храма св. муч. Татианы, 1999. — 176 с. (в соавторстве с Д. П. Огицким)
- Детский катехизис: священник Максим Козлов отвечает на вопросы детей о Боге, о Церкви, о вере в современном мире. — М. : Сретенский монастырь : Новая книга : Ковчег, 1998. — 64 с. — ISBN 5-7850-0087-3
  - Детский катехизис: 200 детских вопросов и недетских ответов о вере, церкви и христианской жизни. — 2-е изд., перераб. и доп. — м. : Храм святой мученицы Татианы при МГУ, 2007. — 128 с. — ISBN 5-901836-02-4
- 400 вопросов и ответов о вере, Церкви и христианской жизни. — М. : Издание Сретенского монастыря, 2004. — 400 с. — ISBN 5-7533-0150-9
- Последняя крепость: беседы о семейной жизни. — М. : Храм святой мученицы Татианы при МГУ, 2005. — 432 с. — ISBN 5-901386-16-2
  - Последняя крепость: беседы о семейной жизни. — М. : Издательство храма святой мученицы Татианы при МГУ : Издательство Сретенского монастыря, 2006. — 432 с. — ISBN 5-901836-16-2
- Клир и мир: книга о жизни современного прихода. — М. : Храм святой мученицы Татианы при МГУ, 2007. — 496 с. — ISBN 978-5-901836-25-5
  - Клир и мир: книга о жизни современного прихода. — М. : Храм святой мученицы Татианы при МГУ, 2008. — 485 с. — ISBN 978-5-901836-25-5
  - Клир и мир : книга о жизни современного прихода. — Москва : Храм святой мученицы Татианы при МГУ, 2010. — 499 с. — ISBN 978-5-901836-25-5
- Западное христианство: взгляд с Востока. — М. : Издательство Сретенского монастыря, 2009. — 608 с. — (Православное богословие). — ISBN 978-5-7533-0319-6 (в соавторстве с Д. П. Огицким)
- Православие и инославие. — Москва : Никея, 2010. — 157 с. — ISBN 978-5-91761-032-0
  - Православие и инославие. — Изд. 2-е, испр. и доп. — Москва : Никея, 2011. — 157 с. — (Серия «Богословие для всех»). — ISBN 978-5-91761-039-9
- Вышел сеятель…: проповеди. — Москва : Никея, 2010. — 190 с. — ISBN 978-5-91761-037-5
- Эхо церковного года. — Москва : Патриаршее подворье храма-домового мц. Татианы при МГУ, 2012. — 102, с. — ISBN 978-5-901836-48-4 — 5000 экз.
- Детская исповедь: Практ. советы для священников и родителей. — Москва : Никея, 2013. — 78 с. — ISBN 978-5-91761-225-6
  - Детская исповедь: не навреди!. — Москва : Никея, 2016. — 78 с. — ISBN 978-5-91761-566-0 — 4000 экз.
  - Детская исповедь: не навреди!. — Москва : Никея, 2018. — 78 с. — ISBN 978-5-91761-786-2 — 2500 экз.
  - Детская исповедь: не навреди!. — М.: Никея, 2019. — 80 с. — 4000 экз. — ISBN 978-5-91761-566-0.
- Острее меча обоюдоострого: проповеди. — Москва : Изд-во Сретенского монастыря, 2012. — 399 с. — ISBN 978-5-7533-0685-2
- Читая Книгу. — Москва : Изд-во Сретенского монастыря, 2014. — 303 с. — ISBN 978-5-7533-0866-5
- Детские вопросы и недетские ответы о вере, Церкви и современной жизни. — 3-е изд., перераб. и доп. — Москва : Патриаршее подворье храма-домового мц. Татианы при МГУ, 2016. — 211 с. — ISBN 978-5-91836-57-6 — 5000 экз.
  - Детские вопросы и недетские ответы о вере, Церкви и современной жизни. — 3-е изд., перераб. и доп. — Москва : Патриаршее подворье храма-домового мц. Татианы при МГУ, 2018. — 214 с. — ISBN 978-5-901836-57-6
- Промысл — штука нелинейная: рассказы и воспоминания. — Москва : Никея, 2016. — 270 с. — (Священническая проза). — ISBN 978-5-91761580-6 — 3000 экз.

- Протоиерей Максим Козлов о православно-католических отношениях в свете папского визита // Страна.ру, 21 июня 2001
- «Большая келья преподобного Сергия». Интервью с Архиепископом Евгением, ректором МДАИС, и Протоиереем Максимом Козловым // Православие.Ru, 02.10.2001.
- Церковь Святой Татьяны — храм студентов и преподавателей интервью о. Максима Козлова // Собрание: журнал. 2003. — № 5
- Радости и тревоги настоятеля храма при Московском университете // Глагол. 2005. — № 6 (135). — С. 4
- Протоиерей Максим Козлов: «Миссионер-катехизатор не может ассоциироваться с политическими партиями» // Мгарский колокол, 20 декабря 2009
- Священник Максим Козлов: «Настоящая жизнь — только в Церкви» // Взгляд-инфо, 14 января 2010
- О вступлении в брак. Интервью с протоиереем Максимом Козловым // pravoslavie.ru, 10 февраля 2010
- Протоиерей Максим Козлов: «Фальшь отталкивает — вот это нужно помнить пастырям» // pravoslavie.ru, 23 февраля 2010
- Мешает ли молитвенное правило молитве? // pravmir.ru, 16 августа 2011
- Протоиерей Максим Козлов: «Несерьезный» разговор об инославии // «Татьянин день», 16 ноября 2011
- Протоиерей Максим Козлов: Надо ли воевать с неправославными? // pravmir.ru, 24 ноября 2011
- Протоиерей Максим Козлов. Свобода от собственной гадости // pravmir.ru, 20 февраля 2012
- Протоиерей Максим Козлов: Церковь и власть в истории и современности // «Татьянин день», 3 марта 2012
- Протоиерей Максим Козлов: Что делать с перегрузками? // pravmir.ru, 30 апреля 2012
- Протоиерей Максим Козлов — о смысле брака // matrony.ru, 10.05.2012
- Протоиерей Максим Козлов: Дискуссии ведутся, и это хорошо // patriarchia.ru, 6 августа 2012
- Протоиерей Максим Козлов: Оратория «Семь песен о Боге» — попытка явить нам факт христианской культуры // pravmir.ru, 14 ноября 2012
- Протоиерей Максим Козлов: Знание национальных языков снимает межнациональное напряжение // pravmir.ru, 30 ноября 2012
- Протоиерей Максим Козлов: зачем священникам учить политологию? // «Нескучный сад», 11.03.2013
- Протоиерей Максим Козлов: Необходимо оценить общее «состояние здоровья» нашей системы духовного образования // Журнал Московской патриархии. 2013. — № 3 — С.84-87
- Протоиерей Максим Козлов: «Соцсети — это бросание слов в бездонный колодец» // portal-kultura.ru, 12.04.2013
- Протоиерей Максим Козлов. Школа: добро пожаловать в реальность // pravmir.ru, 1 сентября 2013

Диалог с Познером в рамках программы «Не верю!» в двух частях (часть 1, часть 2)